# Karel I van Elbeuf
Karel I van Elbeuf (Joinville, 18 oktober 1556 - Moulins, 4 augustus 1605) was van 1566 tot 1582 markies en van 1582 tot aan zijn dood hertog van Elbeuf en van 1570 tot aan zijn dood graaf van Harcourt. Hij behoorde tot het huis Guise.

## Levensloop
Karel I was de zoon van markies René II van Elbeuf en diens echtgenote Louise van Rieux, gravin van Harcourt. Na de dood van zijn vader in 1566 werd hij markies van Elbeuf en na de dood van zijn moeder in 1570 graaf van Harcourt, heer en later graaf van Rieux en baron van Ancenis.
In 1581 werd Karel door koning Hendrik III van Frankrijk benoemd tot ridder in de Orde van de Heilige Geest en in 1582 werd hij verheven van markies tot hertog van Elbeuf. Na de moord op hertog Hendrik I van Guise in 1588 werd hij echter door Hendrik III gevangengezet. Na zijn vrijlating vervoegde hij zich bij de Heilige Liga en streed hij tegen de troepen van de nieuwe Franse koning, de protestantse Hendrik IV. In 1594 sloot hij vrede met Hendrik IV, waarna Karel benoemd werd tot gouverneur van Poitou en grootstalmeester van Frankrijk.
Karel was de rest van zijn leven een trouwe vazal van Hendrik IV. In augustus 1605 stierf hij op 48-jarige leeftijd.

## Huwelijk en nakomelingen
Op 5 februari 1583 huwde hij met Marguerite de Chabot (1565-1652), dochter van Léonor Chabot, graaf van Charny. Ze kregen zes kinderen:
- Claude Eleonora (1583-1654), huwde in 1600 met Louis Gouffler, hertog van Roannais
- Henriette (1592-1669), abdis van de Notre Dame-abdij in Soissons
- Karel II (1596-1657), hertog van Elbeuf
- Françoise (1598-1626), werd kloosterzuster
- Hendrik (1601-1666), graaf van Harcourt
- Catharina (1605-1611)